# Biglerville
Biglerville ist ein Borough in Adams County, Pennsylvania, Vereinigte Staaten. Das U.S. Census Bureau hat bei der Volkszählung 2020 eine Einwohnerzahl von 1.225 ermittelt.

## Geographie
Nach einer Erhebung des United States Census Bureau hat Biglerville eine Gesamtfläche von 0,6 Quadratmeilen (1,6 km²) und hat keine Gewässer innerhalb seiner Grenzen. 

## Bevölkerung
Nach dem Census 2000 betrug die Gesamtbevölkerung im Borough 1101 Menschen in 443 Haushalten, 299 Familien lebten im Borough. Die Bevölkerungsdichte betrug 1725,3 Menschen pro Quadratmeile (664,2/km²). 93,6 % der Bevölkerung waren Weiße. 
In 31,4 % der Haushalte lebten Kinder unter 18 Jahren. 53,0 % der Haushalte bildeten verheiratete Familien, 9,7 % waren alleinerziehende Frauen und 25,3 % waren nichtfamiliäre Haushalte.
Die Altersstruktur in Biglerville teilte sich wie folgt auf: 24,7 % der Einwohner waren jünger als 18 Jahre, 7,6 % waren zwischen 18 und 24 Jahren alt, 28,2 % waren zwischen 25 und 44 Jahren alt, 22,7 % waren zwischen 45 und 64 Jahren alt und 16,7 % der Bevölkerung waren über 65 Jahre alt. Dies ergab einen Altersdurchschnitt von 38 Jahren. Auf 100 Frauen kamen 103,1 Männer. 
Das durchschnittliche Haushaltseinkommen im Jahr 2000 betrug 39.861 $ und das durchschnittliche Familieneinkommen 43.750 $.